# Hrișteni, Stara Zagora
Hrișteni (în bulgară Хрищени) este un sat în comuna Stara Zagora, regiunea Stara Zagora,  Bulgaria. 

## Demografie
Componența etnică a satului Hrișteni
     Romi (32,76%)
     Bulgari (56,94%)
     Nicio identificare (10%)
     Altele (1,02%)
La recensământul din 2011, populația satului Hrișteni era de 1.749 locuitori. Din punct de vedere etnic, majoritatea locuitorilor (56,94%) erau bulgari, cu o minoritate de romi (32,76%). Pentru 10% din locuitori nu este cunoscută apartenența etnică.